# El menú (película de 2022)
El menú —título en inglésː The Menu— es una película de terror y comedia negra estadounidense de 2022 dirigida por Mark Mylod. Presenta a un reparto coral que incluye a Ralph Fiennes, Anya Taylor-Joy, Nicholas Hoult, Hong Chau, Janet McTeer, Judith Light y John Leguizamo. Escrita por Seth Reiss y Will Tracy y producida por Adam McKay, Betsy Koch y Will Ferrell, sigue a una joven pareja que viaja a una isla remota para comer en un exclusivo restaurante donde el chef ha preparado un menú fastuoso, con algunas sorpresas impactantes.
La película tuvo su estreno mundial en el 47 ° Festival Internacional de Cine de Toronto el 10 de septiembre de 2022 y fue estrenada en cines en los Estados Unidos el 18 de noviembre de 2022 por Searchlight Pictures. Recaudó más de 79,6 millones de dólares en todo el mundo y recibió críticas positivas de los críticos, que elogiaron el guion y las actuaciones del elenco. En la 80.ª edición de los Globos de Oro, Fiennes y Taylor-Joy fueron nominados a Mejor Actor y Mejor Actriz de Musical o Comedia, respectivamente. La película obtuvo cinco nominaciones, incluida la de Mejor Película de Suspense, en la 51.ª edición de los Premios Saturn.

## Trama
Tyler (Nicholas Hoult) y su acompañante Margot Mills (Anya Taylor-Joy) viajan en barco a Hawthorne, un restaurante exclusivo operado por el famoso chef Julian Slowik (Ralph Fiennes), ubicado en una isla privada. Los otros invitados a la cena son Lilian (Janet McTeer), crítica gastronómica; su editor Ted (Paul Adelstein); la pareja de ricos Richard (Reed Birney) y Anne (Judith Light); George (John Leguizamo), una estrella de cine post-prime, y su asistente personal Felicity (Aimee Carrero); y los socios comerciales Soren (Arturo Castro), Dave (Mark St. Cyr) y Bryce (Rob Yang), junto con la madre alcohólica de Slowik, Linda (Rebecca Koon). La maître d'hôtel del restaurante, Elsa (Hong Chau), les da al grupo un recorrido por la isla, señalando que Margot no era la invitada designada de Tyler para la noche.
Comienza la cena, y los monólogos de Julian que acompañan los platillos cada vez se vuelven más inquietantes. Durante un curso, el sous chef de Julian se suicida frente a todos. Otro miembro del personal le corta el dedo anular a Richard cuando intenta escapar. El principal inversionista "ángel" del restaurante es asesinado al ahogarlo frente a los invitados. Julian permite que los invitados masculinos intenten escapar, solo para que el personal de cocina los atrape y los regrese a sus asientos.

Julián declara que todos los invitados fueron seleccionados porque contribuyeron a que perdiera la pasión por su oficio o porque se ganan la vida explotando el trabajo de artesanos como él. Anuncia que todos los presentes estarán muertos al final de la noche. Dado que la presencia de Margot no fue planeada, Julian le da la opción de morir con el personal o los invitados.

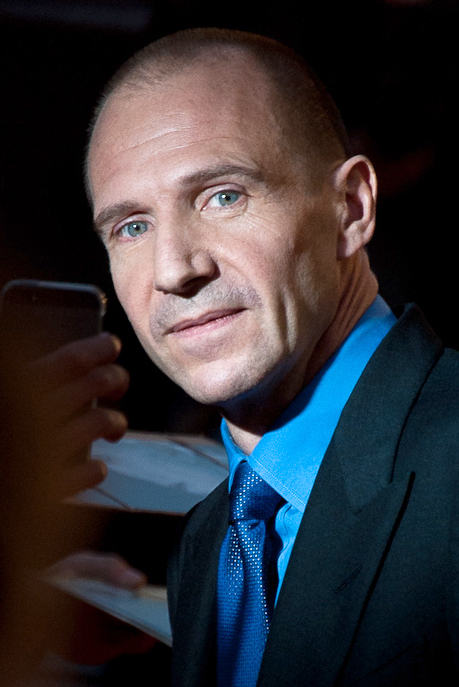
Ralph Fiennes

Julian luego revela que Tyler fue invitado personalmente y sabía todo el tiempo que la cena terminaría con la muerte de todos. Se revela que Margot es una acompañante llamada Erin, a quien Tyler ha contratado para la noche, sabiendo muy bien que moriría. Julian humilla aún más a Tyler al obligarlo a cocinar e insultar su comida, posteriormente influyéndolo para que se suicidara en un almacén. Julian decide que Margot pertenece al personal y le pide que recoja un barril necesario para el postre.
Margot se cuela en la casa de Julian, solo para ser atacada por Elsa. Margot mata a Elsa en defensa propia apuñalándola en el cuello. Después de ver recortes de periódicos de la vida pasada de Julian en su oficina, Margot encuentra una radio, pide ayuda y regresa al restaurante con el barril. Un oficial de la Guardia Costera llega de su bote, luego se revela como un cocinero de línea disfrazado y regresa a la cocina.
En un último intento de escapar, Margot se burla de los platos de Julian y se queja de que todavía tiene hambre. Cuando Julian le pregunta qué le gustaría comer, Margot pide una hamburguesa con queso y papas fritas, ya que había visto una foto de un joven y feliz Julian trabajando en un restaurante de comida rápida. Conmovido por su simple pedido, él prepara la comida según las especificaciones de ella. Margot le da un mordisco y elogia su comida, luego le pregunta si puede pedirla "para llevar". Julian empaca la comida para ella y el personal le permite irse. Margot toma el barco de la Guardia Costera atracado cerca y escapa de la isla.
Julian rinde homenaje a los señores cubriendo a los invitados con pequeñas capas hechas de malvaviscos y sombreros de chocolate. Durante su monólogo final, menciona que las propinas ya están incluidas en el pago y que cada comensal se llevará un folleto de sus proveedores locales, un poco de granola casera y una copia del menú de esa noche. El personal de cocina procede y abre el barril, que se revela que es de pólvora, esparciendo su contenido en toda la cocina, las mesas y los invitados. Luego prende fuego al restaurante al tomar un trozo de carbón, lanzándolo en la pólvora que el personal esparció, matando a los invitados, al personal y a él mismo.
A la distancia, en mar abierto, a salvo, Margot come su hamburguesa con queso mientras observa cómo se quema el restaurante y usa una copia del menú para limpiarse la boca. 

## Reparto
- Ralph Fiennes como Julian Slowik; es un renombrado chef misterioso y enigmático, cuya presencia y personalidad son tan intensas como su habilidad culinaria. Como chef, es meticuloso, perfeccionista y extremadamente talentoso, dirigiendo su exclusivo y elitista restaurante en una isla aislada. Sin embargo, a lo largo de la película, su carácter revela una complejidad que va más allá de su fachada de chef impecable. Su menú en el restaurante está diseñado como una forma de crítica social y personal, buscando hacer una reflexión sobre la moralidad, la avaricia y el consumismo.

- Anya Taylor-Joy como Margot Mills / Erin; es una joven decidida y astuta que asiste a una exclusiva cena en un restaurante de lujo dirigido por el chef Julian Slowik. Aunque inicialmente parece no encajar en el mundo elitista de los demás comensales, a medida que avanza la trama, se revela que su identidad es más compleja de lo que parece. Margot, cuyo verdadero nombre es Erin, se convierte en una figura clave cuando, a diferencia de los demás, resiste y desafía las manipulaciones del chef Slowik. Su habilidad para mantenerse firme y tomar decisiones críticas la posiciona como una de las pocas personas con la capacidad de enfrentar los oscuros juegos de poder que se desarrollan en la cena, simbolizando el contraste entre la autenticidad y el vacío de la élite social.
- Nicholas Hoult como Tyler Ledford; es un joven fanático de la alta cocina y un seguidor devoto del chef Julian Slowik. A lo largo de la película, se muestra como un personaje pretencioso y superficial, más interesado en impresionar a los demás y en obtener estatus por estar en una cena exclusiva que en comprender o apreciar la verdadera esencia de la gastronomía. Su obsesión por Slowik lo coloca en situaciones incómodas, y su falta de autenticidad lo contrasta con personajes como Margot, que no se dejan influir por la apariencia. Tyler simboliza el fanatismo vacío de aquellos que buscan validación a través de experiencias superficiales.
- Hong Chau como Elsa; es la estricta y profesional encargada de la atención al cliente en el restaurante de Julian Slowik. Su actitud fría y autoritaria refleja su lealtad inquebrantable hacia el chef y su dedicación al concepto del lugar. Actúa como una figura de control, guiando a los comensales a lo largo de la experiencia y manteniendo la disciplina en el restaurante. Aunque parece impersonal e intimidante, Elsa también está al tanto de los oscuros planes de Slowik, actuando casi como cómplice en el ambiente tenso y macabro de la cena.
- Janet McTeer como Lillian Bloom; es una crítica gastronómica famosa y arrogante, segura de su poder para influir en la industria culinaria. Con una actitud despectiva hacia los demás comensales, se centra en su rol como juez implacable de la comida y disfruta de su capacidad para destruir o construir reputaciones. Su personaje representa el ego y la insensibilidad típicos de las figuras influyentes en el mundo de la alta cocina.
- Paul Adelstein como Ted; es el esposo de Lillian Bloom. Se presenta como un hombre pasivo y complaciente, más interesado en disfrutar de la experiencia de lujo que en comprender lo que realmente ocurre durante la cena.
- Reed Birney como Richard Liebbrandt; es un hombre adinerado y arrogante que asiste a la exclusiva cena de Julian Slowik. Representa a la élite social superficial, más interesado en su estatus y en la opulencia del evento que en comprender la experiencia gastronómica. Su actitud refleja la desconexión y el vacío de la clase alta, siendo un ejemplo de la crítica que Slowik hace a las personas que consumen lujo sin entender su verdadero valor.
- Judith Light como Anne Liebbrandt;  es la esposa de Richard Liebbrandt y representa a la élite social superficial. Al igual que su esposo, está más interesada en disfrutar de la experiencia de lujo y mantener las apariencias que en comprender el verdadero significado detrás de la cena exclusiva.
- John Leguizamo como George Díaz; es un actor de cine que alguna vez fue famoso pero ahora está en declive. Se muestra como un personaje egocéntrico y preocupado por su imagen, más interesado en su estatus y su carrera que en la experiencia auténtica de la cena.
- Aimee Carrero como Felicity; es una joven que asiste a la exclusiva cena con su pareja. A diferencia de otros comensales, ella muestra una actitud relajada y desinteresada, sin obsesionarse con el lujo o el estatus.
- Arturo Castro como Soren; es parte del equipo de chefs bajo las órdenes de Slowik, Soren ayuda a crear el ambiente tenso y controlado en el restaurante, mostrando la rigurosidad del mundo culinario en el que se encuentra atrapado.
- Rob Yang como Bryce; es un ejecutivo de tecnología. Su personaje es arrogante y superficial.
- Mark St. Cyr como Dave; es un comensal con actitud complaciente y superficial.
- Christina Brucato como Katherine Keller; una comensal.
- Adam Aalderks como Jeremy Louden; es el asistente personal de la crítica gastronómica Lillian Bloom
- Peter Grosz como el sommelier de Hawthorne;  es un personaje profesional y preciso. Responsable de presentar los vinos que acompañan las cenas, su actitud refleja la disciplina y la perfección.
- Rebecca Koon como Linda Slowik; es la esposa del chef. Su personaje tiene una presencia tranquila y algo distante, reflejando el sacrificio y la carga emocional de vivir al lado de un hombre obsesionado con la perfección.

## Producción

### Desarrollo
Will Tracy cenó en Cornelius Sjømatrestaurant, un restaurante isleño en las afueras de Bergen, Noruega, durante su luna de miel y luego le sugirió una historia a Seth Reiss inspirada en la experiencia.   Varias figuras del mundo de la buena mesa fueron contratadas como consultores para la película, incluida la chef Dominique Crenn, que recreó varios platos de su restaurante de San Francisco, Atelier Crenn, para el restaurante ficticio Hawthorn, y el director de la segunda unidad, David Gelb, que fue contratado. para recrear el estilo cinematográfico de su serie documental de Netflix Chef's Table. 
En abril de 2019 se anunció que Alexander Payne se encargaría de dirigir.  En diciembre de 2019, el guion apareció en la Lista Negra anual, una encuesta que muestra las películas más populares aún en desarrollo.  En mayo de 2020, Searchlight Pictures tenía los derechos de distribución y Payne había abandonado la película debido a conflictos de programación, y Mark Mylod reemplazó a Payne como director. 

### Casting
En abril de 2019, se anunció que Emma Stone y Ralph Fiennes protagonizarán The Menu.  
En junio de 2021, Anya Taylor-Joy inició negociaciones y fue confirmada en julio para reemplazar a Stone, quien se había ido por compromisos con otros proyectos;   Hong Chau y Nicholas Hoult se unieron al elenco el mismo mes.   John Leguizamo,  Janet McTeer,  Judith Light,  Reed Birney,  Rob Yang,  y Aimee Carrero se unieron en septiembre.  En octubre, Paul Adelstein, Arturo Castro, Mark St. Cyr, Rebecca Koon y Peter Grosz fueron confirmados como parte del conjunto. 

### Rodaje
El rodaje comenzó el 3 de septiembre de 2021 en Savannah, Georgia, con el director de fotografía Peter Deming  y el editor de cine Christopher Tellefsen.  Los lugares de rodaje incluyen la costa de la isla Jekyll. 

### Música
Colin Stetson compuso la partitura musical, publicada por Milan Records el 18 de noviembre, coincidiendo con el estreno de la película. 

## Estreno
The Menu se estrenó en el Festival Internacional de Cine de Toronto el 10 de septiembre de 2022, y también se estrenó en Estados Unidos en Fantastic Fest ese mes. Se estrenó el 18 de noviembre de 2022 en los Estados Unidos en 3211 cines, el estreno más amplio en la historia de Searchlight.
La película se estrenó en plataformas digitales el 3 de enero de 2023, y Walt Disney Studios Home Entertainment lo lanzó en Blu-ray y DVD el 17 de enero de 2023. 

## Recepción

### Crítica
The Menu recibió reseñas generalmente positivas de parte de la crítica y de la audiencia. En el sitio web especializado Rotten Tomatoes, la película posee una aprobación de 88%, basada en 327 reseñas, con una calificación de 7.5/10, y con un consenso crítico que dice: "Si bien su comentario social se basa en ingredientes básicos, The Menu ofrece comedia negra con mucho sabor." De parte de la audiencia tiene una aprobación de 75%, basada en más de 5000 votos, con una calificación de 3.8/5.
El sitio web Metacritic le dio a la película una puntuación de 71 de 100, basada en 45 reseñas, indicando "reseñas generalmente favorables". Las audiencias encuestadas por CinemaScore le otorgaron a la película una "B" en una escala de A+ a F, mientras que en el sitio IMDb los usuarios le asignaron una calificación de 7.2/10, sobre la base de más de 361 000 votos. En la página web FilmAffinity la cinta tiene una calificación de 6.2/10, basada en 20 668 votos.

### Premios y nominaciones
| Premio                                             | Categoría                                                        | Premio                                                                        | Resultado | Ref.                        |
| -------------------------------------------------- | ---------------------------------------------------------------- | ----------------------------------------------------------------------------- | --------- | --------------------------- |
| American Cinema Editors                            | Mejor largometraje editado: comedia o musical                    | Christopher Tellefsen                                                         | Nominado  | [ 33 ]                      |
| Artios Awards                                      | Gran presupuesto – Comedia                                       | Mary Vernieu, Bret Howe, Lisa Mae Fincannon, Kimberly Wistedt & Becca Burgess | Nominado  | [ 34 ] [ 35 ]               |
| Columbus Film Critics Association                  | Mejor película                                                   | The Menu                                                                      | Finalista | [ 36 ] [ 37 ]               |
| Columbus Film Critics Association                  | Mejor desempeño principal                                        | Ralph Fiennes                                                                 | Nominado  | [ 36 ] [ 37 ]               |
| Columbus Film Critics Association                  | Actor del año (por un trabajo ejemplar)                          | Hong Chau (for The Menu & The Whale)                                          | Finalista | [ 36 ] [ 37 ]               |
| Columbus Film Critics Association                  | Actor del año (por un trabajo ejemplar)                          | Anya Taylor-Joy (for Amsterdam, The Menu & The Northman)\|                    | Nominado  | [ 36 ] [ 37 ]               |
| Columbus Film Critics Association                  | Artista de cine innovador                                        | Hong Chau (The Menu & The Whale: for acting)                                  | Nominado  | [ 36 ] [ 37 ]               |
| Columbus Film Critics Association                  | Mejor guion original                                             | Seth Reiss & Will Tracy                                                       | Nominado  | [ 36 ] [ 37 ]               |
| Columbus Film Critics Association                  | Premio Frank Gabrenya a la mejor comedia                         | The Menu                                                                      | Nominado  | [ 36 ] [ 37 ]               |
| Critics' Choice Super Awards                       | Mejor actor en una película de terror                            | Ralph Fiennes                                                                 | Ganador   | [ 38 ]                      |
| Dorian Awards                                      | Película anónima del año                                         | The Menu                                                                      | Nominado  | [ 39 ] [ 40 ]               |
| Eddie Awards                                       | Mejor largometraje montado (comedia, teatro)                     | Christopher Tellefsen                                                         | Nominado  | [ 41 ] [ 42 ]               |
| Fangoria Chainsaw Awards                           | Mejor guion                                                      | Seth Reiss & Will Tracy                                                       | Nominado  | [ 43 ]                      |
| Fantastic Fest                                     | Premio del Público                                               | The Menu                                                                      | Ganador   | [ 44 ]                      |
| Georgia Film Critics Association                   | Premio Oglethorpe a la excelencia en el cine de Georgia          | Mark Mylod, Seth Reiss, Will Tracy                                            | Nominado  | [ 45 ]                      |
| Golden Globe Awards                                | Mejor actor en una película: musical o comedia                   | Ralph Fiennes                                                                 | Nominado  | [ 46 ] [ 47 ]               |
| Golden Globe Awards                                | Mejor actriz en una película: musical o comedia                  | Anya Taylor-Joy                                                               | Nominado  | [ 46 ] [ 47 ]               |
| Hawaii Film Critics Society                        | Mejor imagen                                                     | The Menu                                                                      | Nominado  | [ 48 ] [ 49 ] [ 50 ]        |
| Hawaii Film Critics Society                        | Mejor actor                                                      | Ralph Fiennes                                                                 | Nominado  | [ 48 ] [ 49 ] [ 50 ]        |
| Hawaii Film Critics Society                        | Mejor actriz                                                     | Anya Taylor-Joy                                                               | Nominado  | [ 48 ] [ 49 ] [ 50 ]        |
| Hawaii Film Critics Society                        | Mejor guion original                                             | Seth Reiss & Will Tracy                                                       | Nominado  | [ 48 ] [ 49 ] [ 50 ]        |
| Hollywood Critics Association                      | Mejor Comedia                                                    | The Menu                                                                      | Nominado  | [ 51 ] [ 52 ]               |
| Hollywood Critics Association                      | Mejor guion original                                             | Seth Reiss & Will Tracy                                                       | Nominado  | [ 51 ] [ 52 ]               |
| Hollywood Critics Association Creative Arts Awards | Mejor director de casting                                        | Mary Vernieu and Bret Howe                                                    | Nominado  | [ 53 ] [ 54 ] [ 55 ]        |
| Hollywood Music in Media Awards                    | Mejor banda sonora original en una película de terror            | Colin Stetson                                                                 | Nominado  | [ 56 ]                      |
| IFMCA Awards                                       | Mejor banda sonora original para una película de terror/suspense | Colin Stetson                                                                 | Nominado  | [ 57 ] [ 58 ] [ 59 ]        |
| Indiana Film Journalists Association               | Mejor guion original                                             | Seth Reiss & Will Tracy                                                       | Nominado  | [ 60 ] [ 61 ]               |
| Indiana Film Journalists Association               | Mejor actuación de apoyo                                         | Ralph Fiennes                                                                 | Nominado  | [ 60 ] [ 61 ]               |
| London Film Critics' Circle                        | Actor británico / irlandés del año (por cuerpo de trabajo)       | Ralph Fiennes                                                                 | Nominado  | [ 62 ]                      |
| Make-Up Artists and Hair Stylists Guild            | Mejor maquillaje contemporáneo en un largometraje                | Deborah LaMia Denaver, Mazena Puksto, Donna Cicatelli, Deb Rutherford         | Nominado  | [ 63 ]                      |
| Make-Up Artists and Hair Stylists Guild            | Mejor peinado contemporáneo en un largometraje                   | Adruitha Lee, Monique Hyman, Kate Loftis, Barbara Sanders                     | Nominado  | [ 63 ]                      |
| North Texas Film Critics Association               | Premio Gary Murray (Mejor reparto)                               | The Menu                                                                      | Ganador   | [ 64 ] [ 65 ] [ 66 ] [ 67 ] |
| North Texas Film Critics Association               | Mejor imagen                                                     | The Menu                                                                      | Nominado  | [ 64 ] [ 65 ] [ 66 ] [ 67 ] |
| North Texas Film Critics Association               | Mejor actor                                                      | Ralph Fiennes                                                                 | Nominado  | [ 64 ] [ 65 ] [ 66 ] [ 67 ] |
| Online Association of Female Film Critics          | Mejor reparto de actuación                                       | The Menu                                                                      | Nominado  | [ 68 ] [ 69 ]               |
| Portland Critics Association                       | Mejor reparto                                                    | The Menu                                                                      | Nominado  | [ 70 ] [ 71 ] [ 72 ]        |
| San Diego Film Critics Society                     | Mejor actor                                                      | Ralph Fiennes                                                                 | Nominado  | [ 73 ]                      |
| San Diego Film Critics Society                     | Mejor guion original                                             | Seth Reiss & Will Tracy                                                       | Nominado  | [ 73 ]                      |
| San Diego Film Critics Society                     | Mejor reparto                                                    | The Menu                                                                      | Nominado  | [ 73 ]                      |
| Satellite Awards                                   | Mejor actor en una película: comedia o musical                   | Ralph Fiennes                                                                 | Nominado  | [ 74 ]                      |
| Saturn Awards                                      | Mejor película de suspense                                       | The Menu                                                                      | Nominado  | [ 75 ]                      |
| Saturn Awards                                      | Mejor dirección cinematográfica                                  | Mark Mylod                                                                    | Nominado  | [ 75 ]                      |
| Saturn Awards                                      | Mejor guion cinematográfico                                      | Seth Reiss and Will Tracy                                                     | Nominado  | [ 75 ]                      |
| Saturn Awards                                      | Mejor actor de película                                          | Ralph Fiennes                                                                 | Nominado  | [ 75 ]                      |
| Saturn Awards                                      | Mejor actriz de película                                         | Anya Taylor-Joy                                                               | Nominado  | [ 75 ]                      |
| St. Louis Gateway Film Critics Association         | Mejor guion original                                             | Seth Reiss & Will Tracy                                                       | Nominado  | [ 76 ]                      |
| Sunset Circle Awards                               | Mejor actriz de soporte                                          | Hong Chau (for The Menu & The Whale)                                          | Nominado  | [ 77 ] [ 78 ] [ 79 ]        |
| Sunset Circle Awards                               | La mejor película                                                | The Menu                                                                      | Nominado  | [ 77 ] [ 78 ] [ 79 ]        |
| Sunset Circle Awards                               | Mejor reparto                                                    | The Menu                                                                      | Nominado  | [ 77 ] [ 78 ] [ 79 ]        |
| Sunset Circle Awards                               | Mejor guion                                                      | Seth Reiss & Will Tracy                                                       | Finalista | [ 77 ] [ 78 ] [ 79 ]        |
| Writers Guild of America Awards                    | Mejor guion original                                             | Seth Reiss & Will Tracy                                                       | Nominado  | [ 80 ]                      |